# Mu2 Scorpii
Título a ser usado para criar uma ligação interna é Mu2 Scorpii.
Mu2 Scorpii (Shéngōng (神宮),  Scorpii) é uma estrela na direção da constelação de Scorpius. Possui uma ascensão reta de 16h 52m 20.15s e uma declinação de −38° 01′ 02.9″. Sua magnitude aparente é igual a 3.56. Considerando sua distância de 517 anos-luz em relação à Terra, sua magnitude absoluta é igual a −2.44. Pertence à classe espectral B2IV.